# رینان واگنر
رینان واگنر (به پرتغالی: Renan Guilherme Wagner) هافبک اهل برزیل است که در شهر بلومنائو و در تاریخ ۱۹ دسامبر ۱۹۹۱ به دنیا آمده‌است.
رینان واگنر در تیم‌های فوتبال Varese سابقهٔ حضور دارد.